# Elisabeth Ebbesen
Elisabeth Sabroe Ebbesen (22 de marzo de 2002) es una deportista danesa que compite en natación, especialista en el estilo libre. Ganó una medalla de plata en el Campeonato Europeo de Natación de 2024, en la prueba de 4 × 100 m libre.

## Palmarés internacional
| Campeonato Europeo | Campeonato Europeo | Campeonato Europeo | Campeonato Europeo |
| Año                | Lugar              | Medalla            | Prueba             |
| ------------------ | ------------------ | ------------------ | ------------------ |
| 2024               | Belgrado (Serbia)  | Medalla de plata   | 4 × 100 m libre    |